# John Roddam Spencer Stanhope

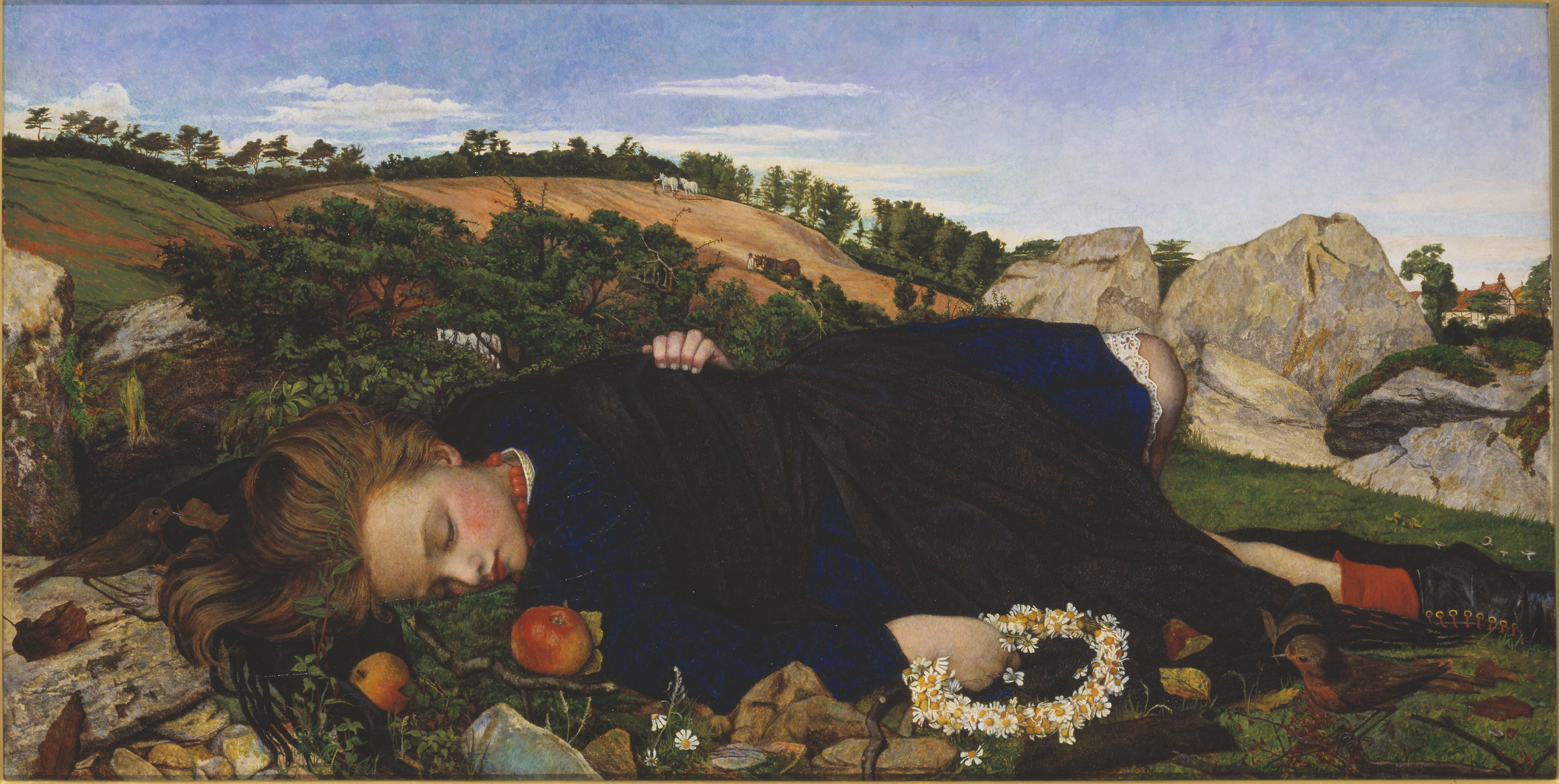
Robin of Modern Times (1860) Tate Gallery

John Roddam Spencer Stanhope (Cawthorne, 20 gennaio 1829 – Bellosguardo, 2 agosto 1908) è stato un pittore inglese della corrente artistica dei Preraffaelliti.

## Biografia
Di nobile famiglia, nacque nel palazzo di Cannon Hall, nello Yorkshire, e studiò presso le prestigiose scuole di Eton e Oxford.
Contro il parere dei genitori intraprese la carriera artistica: nel 1850 iniziò a Londra il suo apprendistato presso il pittore simbolista George Frederic Watts, ma se ne distaccò presto dopo essere entrato in contatto con i preraffaelliti Dante Gabriel Rossetti e Edward Burne-Jones, del quale fu uno dei maggiori seguaci.
Realizzò numerose opere, principalmente a soggetto allegorico e mitologico, ponendo grande cura nella rappresentazione dei paesaggi di sfondo.
Affetto da asma, nel 1880 si stabilì in Italia: morì nel 1908 in Villa Nutti, sulla collina di Bellosguardo, presso Firenze. Anche sua nipote Evelyn De Morgan fu un'affermata pittrice.